# Його нова професія
«Його нова професія» (англ. His New Profession, альтернативна назва — Helping Himself / The Good for Nothing) — короткометражний комедійний фільм 1914 року за участі Чарлі Чапліна.

## Сюжет
У цьому фільмі Чарлі байдикував в парку. А поруч з ним сиділи троє людей. Хлопець з дівчиною і чоловік на інвалідному кріслі. Хлопець просить Чарлі подоглядати за чоловіком з інвалідністю, а сам в цей час буде залицятися за дівчиною. Чарлі погоджується на це. І через кілька хвилин він завдяки чоловікові з інвалідністю заробляє кілька монет, кидає його і йде в найближчий бар.

## У ролях
- Чарлі Чаплін — Чарлі
- Чарлі Чейз — племінник
- Пеггі Пейдж — дівчина племінника
- Джесс Денді — дядько з інвалідністю
- Сесіль Арнольд — дівчина
- Роско ’Товстун’ Арбакл — бармен
- Ден Альбертс — власник бару
- Глен Кавендер — п'яниця